# Almkrämskinn
Almkrämskinn (Granulobasidium vellereum) är en svampart som först beskrevs av Ellis & Cragin, och fick sitt nu gällande namn av Jülich 1979. Almkrämskinn ingår i släktet Granulobasidium och familjen Cyphellaceae.  Arten är reproducerande i Sverige. Inga underarter finns listade i Catalogue of Life.